# Leichtathletik-Länderkampf der Männer 1961 Ghana – BR Deutschland
| 13. Leichtathletik-Länderkampf mit bundesdeutscher Beteiligung 1961 | 13. Leichtathletik-Länderkampf mit bundesdeutscher Beteiligung 1961 |               |
| ------------------------------------------------------------------- | ------------------------------------------------------------------- | ------------- |
|                                                                     |                                                                     |               |
| Ländervergleich der Männer: Ghana – BR Deutschland                  |                                                                     |               |
| Austragungsort                                                      | Accra                                                               |               |
| Wettbewerbe                                                         | 18                                                                  |               |
| Datum                                                               | 14./15. Oktober 1961                                                |               |
| 1. FRG 2. GHA                                                       | 117 Punkte 061 Punkte                                               |               |
| Chronik                                                             |                                                                     |               |
| ← FRG-HUN (M)                                                       | GHA-FRG (F) →                                                       | GHA-FRG (F) → |

Im dreizehnten Vergleich des Länderkampfjahres 1961 kam es wieder einmal zu einer Premiere. Zum ersten Mal trafen die bundesdeutschen Männer im Rahmen ihrer Afrikareise auf Ghana. Die Leichtathletik war in diesem Land noch nicht sehr weit entwickelt, im Dreisprung, Kugelstoßen und Speerwurf traten die ghanaischen Sportler nur mit jeweils einem Vertreter an. Ausgetragen wurde die Begegnung am 14./15. Oktober in Ghanas Hauptstadt Accra. Gleichzeitig fand gemeinsam mit dem Männern in getrennter Wertung auch ein Länderkampf der Frauen mit diesem Gegner statt.

## Wettbewerbe und Modus
Die Maße der Streckenlängen in den Laufdisziplinen waren auf das anglo-amerikanische System mit Yards und Meilen ausgerichtet. Aus den bei Länderkämpfen üblichen zwanzig Disziplinen fehlten entsprechende Rennen zum 10.000 Meter-, 400-Meter-Hürden- und 3000-Meter-Hindernislauf. Außerdem wurde der Hammerwurf nicht ausgetragen. Auf dem Programm standen vier anstatt wie üblich zwei Staffeln, ungewöhnlich waren dabei die Wettbewerbe über 4-mal-200- und 4-mal-880-Yards. Insgesamt wurden so achtzehn Wettbewerbe durchgeführt. Die Wertung erfolgte in allen Disziplinen nach dem Standardsystem.

## Ergebnis
Siege für die ghanaischen Leichtathleten gab es über 100 Yards mit den Rängen eins und zwei, in der 4-mal-200-Yards-Staffel und im Weitsprung. Alle anderen Wettbewerbe entschieden die bundesdeutschen Sportler für sich, neun davon mit Doppelerfolgen. So gab es am Ende mit 117 zu 61 Punkten einen sehr deutlichen Sieg für die Bundesrepublik Deutschland.

## Legende
Kurze Übersicht zur Bedeutung der Symbolik – so üblicherweise auch in sonstigen Veröffentlichungen verwendet:
| DSQ   | disqualifiziert |
| k. A. | keine Angabe    |

## Resultate

### 100 Yards
| Platz | Athlet        | Land | Zeit (s) |
| ----- | ------------- | ---- | -------- |
| 1     | F. Okantey    | GHA  | 9,5      |
| 2     | Mike Ahey     | GHA  | 9,9      |
| 3     | Peter Gamper  | FRG  | 9,9      |
| 4     | Alfred Hebauf | FRG  | 9,9      |

Datum: 15. Oktober

### 220 Yards
| Platz | Athlet          | Land | Zeit (s) |
| ----- | --------------- | ---- | -------- |
| 1     | Manfred Germar  | FRG  | 21,7     |
| 2     | F. Okantey      | GHA  | 21,8     |
| 3     | Marcel Wendelin | FRG  | 22,1     |
| 4     | Bukari Bashiru  | GHA  | 22,6     |

Datum: 15. Oktober

### 440 Yards
| Platz | Athlet           | Land | Zeit (s) |
| ----- | ---------------- | ---- | -------- |
| 1     | Carl Kaufmann    | FRG  | 47,6     |
| 2     | Manfred Kinder   | FRG  | 47,8     |
| 3     | John Asare-Antwi | GHA  | 48,2     |
| 4     | Ebenezer Quartey | GHA  | 48,8     |

Datum: 14. Oktober

### 880 Yards
| Platz | Athlet           | Land | Zeit (min) |
| ----- | ---------------- | ---- | ---------- |
| 1     | Herbert Missalla | FRG  | 1:54,5     |
| 2     | Paul Schmidt     | FRG  | 1:54,5     |
| 3     | G. Dake          | GHA  | 1:55,1     |
| 4     | O. Asare         | GHA  | 1:56,0     |

Datum: 15. Oktober

### 1 Meile
| Platz | Athlet        | Land | Zeit (min) |
| ----- | ------------- | ---- | ---------- |
| 1     | Klaus Lehmann | FRG  | 4:16,1     |
| 2     | Eric Amevor   | GHA  | 4:17,2     |
| 3     | Ludwig Müller | FRG  | 4:20,5     |
| 4     | C. A. Danao   | GHA  | 4:32,0     |

Datum: 15. Oktober

### 3 Meilen
| Platz | Athlet          | Land | Zeit (min) |
| ----- | --------------- | ---- | ---------- |
| 1     | Horst Flosbach  | FRG  | 14:25,0    |
| 2     | Roland Watschke | FRG  | 14:25,2    |
| 3     | E. R. Arko      | GHA  | 15:32,2    |
| DSQ   | D. Asaite       | GHA  |            |

Datum: 14. Oktober

### 120 Yards Hürden
| Platz | Athlet            | Land | Zeit (s) |
| ----- | ----------------- | ---- | -------- |
| 1     | Klaus Nüske       | FRG  | 14,8     |
| 2     | Walter Pensberger | FRG  | 14,9     |
| 3     | S. M. Botchway    | GHA  | 15,4     |
| 4     | J. A. Adote       | GHA  | k. A.    |

Datum: 14. Oktober

### 4 × 110 Yards Staffel
| Platz | Besetzung      | Land                                                    | Zeit (s) |
| ----- | -------------- | ------------------------------------------------------- | -------- |
| 1     | BR Deutschland | Alfred Hebauf Peter Gamper Klaus Ulonska Manfred Germar | 41,1     |
| 2     | Ghana          | keine Angabe                                            | 41,2     |

Datum: 15. Oktober

### 4 × 200 Yards Staffel
| Platz | Besetzung      | Land                                                       | Zeit (min) |
| ----- | -------------- | ---------------------------------------------------------- | ---------- |
| 1     | Ghana          | Mike Ahey Bukari Bashiru John Asare-Antwi F. Okantey       | 1:25,0     |
| 2     | BR Deutschland | Willi Holdorf Marcel Wendelin Klaus Ulonska Manfred Germar | 1:25,5     |

Datum: 14. Oktober

### 4 × 440 Yards Staffel
| Platz | Besetzung      | Land                                                     | Zeit (min) |
| ----- | -------------- | -------------------------------------------------------- | ---------- |
| 1     | BR Deutschland | Johannes Kaiser Helmut Janz Carl Kaufmann Manfred Kinder | 3:16,9     |
| 2     | Ghana          | keine Angabe                                             | 3:17,3     |

Datum: 15. Oktober

### 4 × 880 Yards Staffel
| Platz | Besetzung      | Land                                                              | Zeit (min) |
| ----- | -------------- | ----------------------------------------------------------------- | ---------- |
| 1     | BR Deutschland | Wilhelm Rüdiger Böhme Jörg Balke Herbert Missalla Karl Eyerkaufer | 7:45,7     |
| 2     | Ghana          | keine Angabe                                                      | 7:51,3     |

Datum: 14. Oktober

### Hochsprung
| Platz | Athlet           | Land | Höhe (m) |
| ----- | ---------------- | ---- | -------- |
| 1     | Peter Riebensahm | FRG  | 1,93     |
| 2     | Theo Püll        | FRG  | 1,93     |
| 3     | K. Nkansah       | GHA  | 1,88     |
| 4     | D. Cruickshank   | GHA  | 1,88     |

Datum: 15. Oktober

### Stabhochsprung
| Platz | Athlet         | Land | Höhe (m) |
| ----- | -------------- | ---- | -------- |
| 1     | Klaus Lehnertz | FRG  | 4,50     |
| 2     | M. Dawu        | GHA  | 3,96     |
| 3     | Dieter Möhring | FRG  | 3,96     |
| 4     | C. V. K. Seade | GHA  | 3,81     |

Datum: 14. Oktober

### Weitsprung
| Platz | Athlet         | Land | Weite (m) |
| ----- | -------------- | ---- | --------- |
| 1     | Mike Ahey      | GHA  | 7,33      |
| 2     | Wolfgang Klein | FRG  | 7,16      |
| 3     | E. E. Barnor   | GHA  | 6,90      |
| 4     | Willi Holdorf  | FRG  | 6,81      |

Datum: 14. Oktober

### Dreisprung
| Platz | Athlet             | Land | Weite (m) |
| ----- | ------------------ | ---- | --------- |
| 1     | Ingo Schönewolf    | FRG  | 14,65     |
| 2     | Manfred Molzberger | FRG  | 14,45     |
| 3     | H. O. Nyarko       | GHA  | 13,76     |

Datum: 14. Oktober
Ghana trat nur mit einem Teilnehmer an.

### Kugelstoßen
| Platz | Athlet          | Land | Weite (m) |
| ----- | --------------- | ---- | --------- |
| 1     | Hermann Lingnau | FRG  | 17,61     |
| 2     | Jens Reimers    | FRG  | 15,18     |
| 3     | R. M. Kotoku    | GHA  | 14,79     |

Datum: 14. Oktober
Ghana trat nur mit einem Teilnehmer an.

### Diskuswurf
| Platz | Athlet         | Land | Weite (m) |
| ----- | -------------- | ---- | --------- |
| 1     | Jens Reimers   | FRG  | 54,76     |
| 2     | Dieter Möhring | FRG  | 48,54     |
| 3     | G. Jengey      | GHA  | 45,62     |
| 4     | R. M. Kotoku   | GHA  | 44,09     |

Datum: 15. Oktober

### Speerwurf
| Platz | Athlet         | Land | Weite (m) |
| ----- | -------------- | ---- | --------- |
| 1     | Rolf Herings   | FRG  | 69,92     |
| 2     | Hans Schenk    | FRG  | 64,19     |
| 3     | Zibo Zabrammah | GHA  | 54,26     |

Datum: 15. Oktober
Ghana trat nur mit einem Teilnehmer an.